# Hundimiento del Belgrano

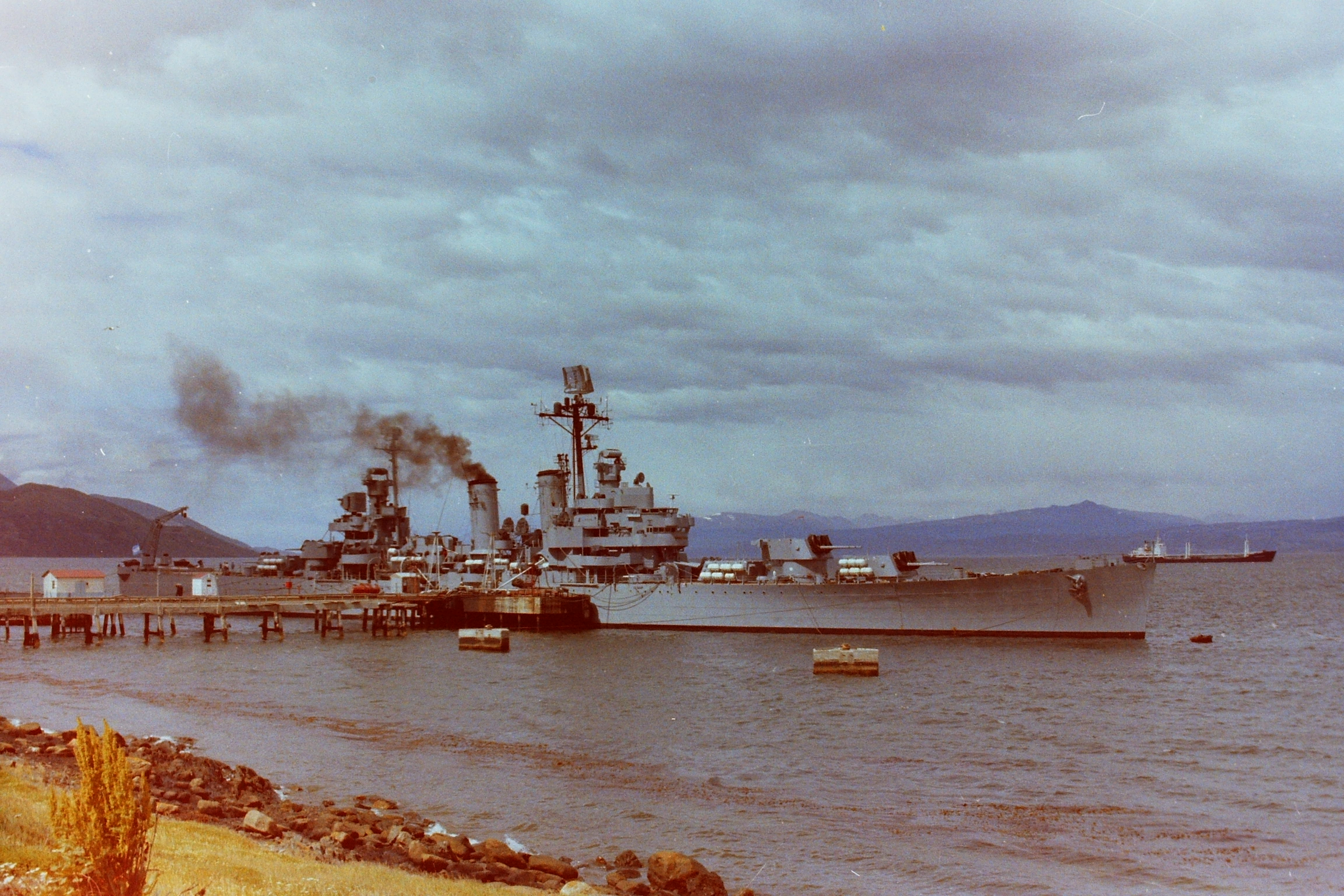
El crucero ARA General Belgrano el 31 de enero de 1982, atracado en Ushuaia, Tierra del Fuego.

El hundimiento del ARA General Belgrano fue una acción bélica naval que se produjo el 2 de mayo de 1982 fuera del área de exclusión de guerra pactada durante la guerra de las Malvinas, a consecuencia del ataque del submarino nuclear británico HMS Conqueror, se produjo el hundimiento del crucero argentino.  
El hundimiento del crucero argentino permitió a los británicos la superioridad naval en la zona. El ataque causó la muerte de 323 argentinos —prácticamente la mitad de las bajas de ese país en todo el conflicto—. El hecho generó una polémica en ambos países, al haberse producido fuera del área de exclusión establecida por el Gobierno británico alrededor de las islas. Es el único caso de un barco hundido en guerra por un submarino nuclear.

## Origen del ARA General Belgrano
En 1929, la armada de Estados Unidos fue autorizada para construir cruceros livianos, entre ellos el USS Phoenix. Estos contaban con cinco torres triples de cañones de seis pulgadas con un alcance de veinte kilómetros, ocho cañones de cinco pulgadas y veinticinco calibres, cuatro montajes cuádruples con seis dobles de cuarenta milímetros, y varios montajes de ametralladoras de 12,7 mm y 20 mm. 
Su primer destino fue la base naval de Pearl Harbor, en Honolulu, USA. A su vez, años más tarde tuvo presencia en la Segunda Guerra Mundial, escoltando en el Océano Pacífico a buques de transporte, próximos a Australia y brindó cobertura a la evacuación de la isla de Java que estaba cerca de caer en manos japonesas. Sin embargo uno de sus actos más importantes fue 1943 con la destrucción de instalaciones en Nueva Bretaña, usando su artillería principal.
Participó en varias acciones que le hicieron conseguir nueve medallas de plata. Pero, en 1946, el crucero fue retirado del servicio activo y amarrado en la base naval de Filadelfia.
En 1951, este barco fue adquirido por la Armada Argentina valuado en 7.800.000 de dólares, y fue bautizado como «17 de Octubre». Meses más tarde llegó a la Base Naval de Puerto Belgrano y se integró a la flota. Por otra parte, colaboró en «La Invasión a Mar del Plata» durante la  dictadura autodenominada «Revolución Libertadora», que derrocó al Presidente constitucional Juan Domingo Perón. Luego fue rebautizado como «General Belgrano», y se le colocaron dos montajes de misiles, convirtiéndolo así en la primera nave de la Armada Argentina en estar equipada con misiles.

## Cronología de acontecimientos anteriores

### Por parte argentina

Mapa de las Islas Malvinas, con la toponimia en idioma español.

A comienzos de marzo de 1982, la flota argentina apostada en Puerto Belgrano entró en estado de alerta debido al endurecimiento de las relaciones diplomáticas con el Gobierno británico por la soberanía reclamada por Argentina sobre las Islas Malvinas, Georgias y Sándwich del Sur. El comandante del ARA General Belgrano, Héctor Bonzo, resume así la primera notificación que tuvo por parte del Estado Mayor sobre los preparativos para la 
Operación Rosario diseñada para tomar control de las Malvinas:

[…] se nos pidió un secreto total y absoluto con respecto a esta decisión, visto que el factor sorpresa sería prioritario en esta maniobra […]

Como consecuencia, comenzó la preparación para que las unidades comprometidas en la acción pudieran zarpar con el objetivo de capturar las islas.
El día 28 de marzo partió la Flota de Mar. Pero el Belgrano, dado que se encontraba en fase de reparaciones anuales, fue el único buque que tuvo que posponer su partida. Las labores de mantenimiento implicaban su estadía en puerto durante dos meses más.
El mantenimiento necesario consistía en:
- Rectificación y nivelación de la artillería.
- Puesta a punto de sistemas de control de tiro.
- Ajuste de circuitos de la unidad de control de los misiles Sea Cat antiaéreos de corto alcance.
- Inspección y mantenimiento de las turbinas.
- Mantenimiento en calderas, electricidad, auxiliares y control de averías.
- Actualización de la parte electrónica.
- Tratamiento preservador del casco y la superestructura.[7]

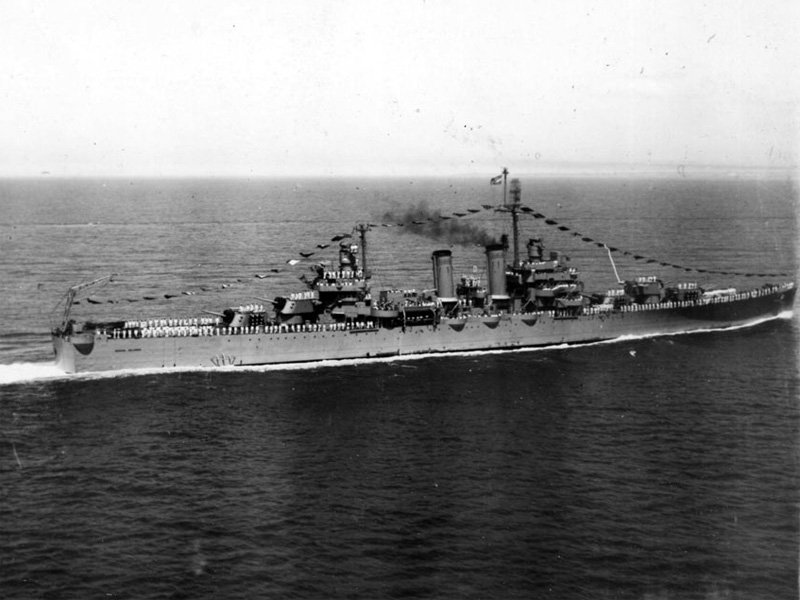
El ARA General Belgrano.

Finalmente, después de anular dos veces su salida, el día 16 de abril de 1982 el ARA General Belgrano partió bajo las órdenes del comandante Héctor Bonzo. Su dotación fue conformada por oficiales, suboficiales, cabos, marineros, conscriptos y dos civiles, encargados de la cantina del buque, voluntarios en la misión.
Normalmente, en tiempos de paz, la tripulación del buque rondaba los 750-770 hombres, pero en este caso se llegó a 1093 tripulantes.
El 100 % de la dotación fue distribuida en tres horarios de guardias rotativas. De este modo, cada tripulante cumpliría 8 horas de guardia por día, mientras no se estuviera entablando combate. Esta modalidad mantenía al buque en permanente estado operativo y con posibilidad de inmediata respuesta en todos los sistemas y servicios.
La misión original que se le asignó al buque fue:
- Navegar hasta el teatro de operaciones (zona de conflicto) y estacionamiento en la Isla de los Estados, derrota costera[9] y tratar de velar intenciones.
- Cumplir tareas relacionadas con la vigilancia de los accesos Sur al teatro de operaciones (TOAS), interceptar unidades del enemigo, de acuerdo con órdenes, y disuadir en el marco regional.
- Evitar el contacto táctico con unidades del enemigo que portaran misiles superficie-superficie.
- En caso necesario, y de acuerdo con la situación, proceder al reabastecimiento en la Base Naval Ushuaia.[10]

Después de permanecer unos días patrullando en la zona de Isla de los Estados, el 22 de abril a las 18:30, el Belgrano tomó el puerto de Ushuaia, para reabastecerse y cambiar un lote de munición. Este puerto se convirtió así en el último lugar argentino donde estuvo el crucero.
La mañana del 24 de abril, la embarcación abandonó el puerto. Cuatro días más tarde, el día 28, se reunió al norte de Isla de los Estados con los destructores ARA Piedrabuena y ARA Bouchard y el petrolero de YPF Puerto Rosales, conformando así el Grupo de Tareas 79.3 (GT 79.3). Los destructores tenían la función de protegerlo, formar una cortina y tratar de ponerlo a salvo, tanto de enemigos de superficie, como aéreos o submarinos. El General Belgrano, como nave capitana del grupo, se debía mantener en espera en la zona entre los meridianos de Isla de los Estados y el Banco Burdwood. Para la segunda fase se introduciría el concepto de la interceptación de unidades enemigas y/o neutralización, actuando en coordinación con otros grupos de tareas.
El día 29 de abril entre las 9:00 y las 16:00, completó de manera satisfactoria el reabastecimiento de 125 toneladas de combustible en maniobra de navegación (conocida como «operación LOGOS») por parte del petrolero Puerto Rosales.

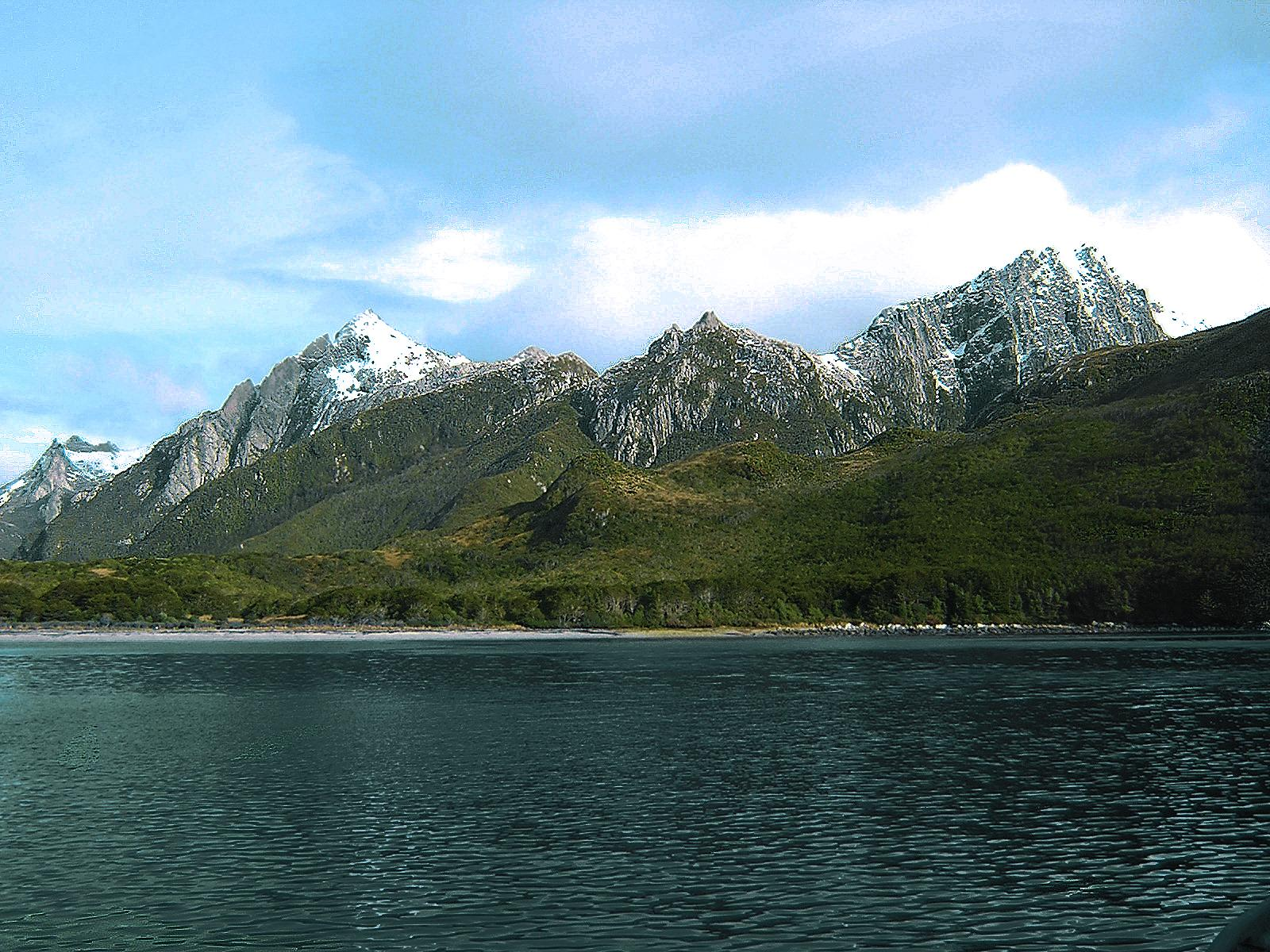
Isla de los Estados.

La tarde del sábado 1 de mayo, minutos después de las 20:00, el crucero recibió nuevas órdenes. Eran urgentes y de claro carácter ofensivo. El GT 79.3 se convertiría en uno de los brazos de una maniobra de pinzas que se abalanzaría contra los británicos desde el sur, mientras que el GT 79.2, conformado por el portaaviones ARA Veinticinco de Mayo, sería el otro brazo de la maniobra.
El GT 79.3 se ubicaría hacia al este y tendría como misión desgastar al enemigo utilizando los misiles MM-38 Exocet transportados por los dos destructores, ocho en total. En el caso del crucero, su función sería la de rematar con sus cañones a los buques británicos dañados, ya que el alcance y pegada de sus torres de 6 pulgadas lo convertían en una herramienta válida.
Para entonces, las alternativas evaluadas por el comandante Bonzo y su plana mayor incluían la entrada a la denominada Zona de Exclusión Total (ZET), establecida por el Reino Unido, esta era un área imaginaria de 200 millas náuticas, que tenía como sector central las Islas Malvinas, y determinaba el espacio hasta el cual se podía batallar. Las otras alternativas eran el contacto físico con los buques británicos, rechazo de posibles ataques aéreos y soportar posibles ataques de submarinos nucleares en la zona de operaciones. 
Las órdenes dadas a los buques del GT 79.3 indicaban la previsión de movimiento hacia las 05:30 del 2 de mayo, con un rumbo 335° que los acercaría a la Task Force británica transitando ya dentro de la ZET.
Debido a problemas en el portaaviones por su baja velocidad y la escasez de viento suficiente en la zona, se obligó a retrasar el ataque.
El informe recibido por el GT 79.3 a la 1:00, dio a entender una posible cancelación de la operación, ya que la flota británica había cesado los ataques aéreos contra Puerto Argentino y Pradera del Ganso, además de iniciar el movimiento de los portaaviones que se alejaban de las Islas.
La cancelación definitiva del ataque llegó a las 05:00, sorprendiendo al GT 79.3 mientras estaba en pleno movimiento. Se recibió entonces un mensaje del comando superior donde se ordenaba un cambio de las operaciones planificadas con anterioridad. Ahora debía mantenerse en un área más hacia el oeste en espera de nuevas órdenes.
A las 15:20 el Belgrano se dispuso rumbo 290°, ubicándose a 100 millas de la Isla de los Estados y a 35 de la ZET, de esta manera el GT 79.3 realizaba un giro por estribor con la proa hacia el este, manteniéndose así en el área de espera indicada.

### Por parte británica

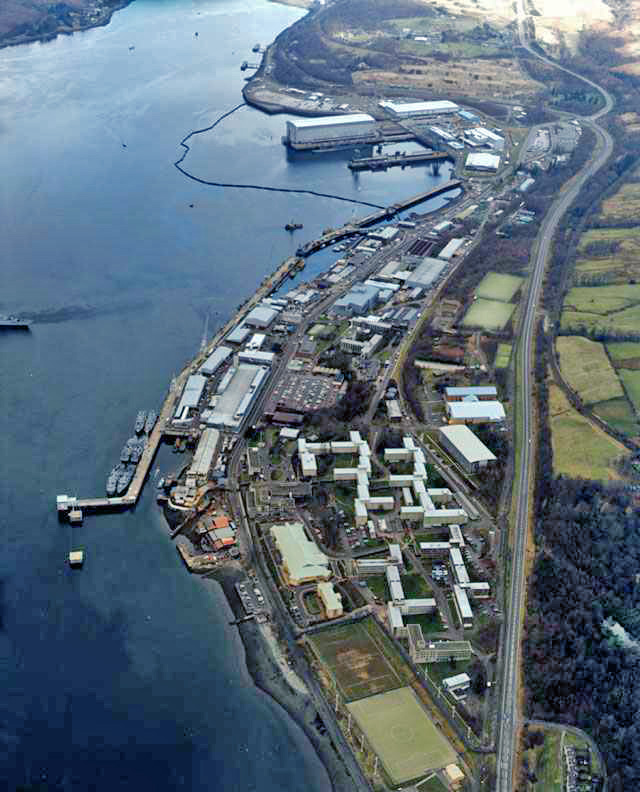
Base naval Faslane, HMNB Clyde.

Después de ser notificados de la acción bélica emprendida por Argentina el 2 de abril de 1982, reclamando la soberanía de las Islas Malvinas (en inglés Falklands), el día 4 de abril la flota británica envió un total de 108 buques (liderados por portaaviones a los que acompañaban destructores, fragatas y submarinos además de las auxiliares) con destino a las islas. De esta expedición formó parte el submarino de propulsión nuclear HMS Conqueror.
El Conqueror, comandado por Chris Wreford-Brown zarpó desde su base de Faslane, HMNB Clyde, ubicada al suroeste de Escocia, y además de su tripulación, llevaba un grupo de comando de unos 12 hombres denominado SBS (Special Boat Squadron). Portaba además 32 torpedos MK24 y MK8 más antiguos pero suficientemente probados y con una carga de torpex de 340 kg.

El embarco de ese grupo comando se veía justificado debido a que el día 3 de abril Argentina había tomado posesión por la fuerza de las Islas Georgias del Sur. Era probable que los SBS intentarían un golpe de mano en aquellas costas, y de hecho esa plaza sería vuelta a capturar por los británicos el 25 de abril.

El submarino nuclear recorrió entonces una distancia que equivale a un tercio del total de la línea ecuatorial. Sus órdenes emanarían no del comandante de la Fuerza de Tareas en el Atlántico Sur, sino del Comando Estratégico de Submarinos en Northwood, próximo a Londres.
Las principales características del HMS Conqueror eran:
- Velocidad de hasta 28 nudos sumergido
- Movimientos discretos y reservados
- Un reactor nuclear Rolls-Royce PWR como propulsión
- Independencia operativa
- Autonomía de 4500 millas náuticas a 18 nudos
- Excelentes sensores y gran capacidad en armas

Cabe destacar que el término reactor nuclear alude a su planta propulsora, y a diferencia de los submarinos que poseen propulsión diésel-eléctrica (obligados a exponer su snorkel en superficie para recargar baterías), los nucleares realizan todas sus operaciones en inmersión, pues su pila atómica produce el vapor para mover las turbinas. Tienen casi inagotable capacidad material para permanecer sumergidos, ya que la limitación no está en el combustible sino en la resistencia humana.
Todas estas características otorgaban a esta unidad y sus similares, una operatividad y poder ofensivo de máximo nivel.
El 28 de abril se le ordenó navegar hacia el Oeste para que localizase naves enemigas, pues se le proveyó información sobre la presencia de unidades argentinas al norte de Isla de los Estados.

Después de 700 millas en dos días, arribó a su estación. En la misma noche del 30 de abril, mientras realizaba tareas de patrullaje, se obtuvo el contacto de un grupo de buques gracias al sonar de largo alcance, lejos de rutas comerciales y navegando en concierto.
De inmediato, el comandante Wreford-Brown ordenó acercarse hasta obtener un alcance visual y llegar a profundidad de periscopio. El mar estaba relativamente calmo y se tenía buena visibilidad. El sonar de largo alcance había superado aún las expectativas de los más optimistas en la tripulación. Se ordenó descender, aumentar la velocidad y continuar con el mismo rumbo. Una hora más tarde descubrió a los buques argentinos.
Fue entonces cuando en la mañana del 1 de mayo, tuvo en su periscopio al Grupo de Tareas 79.3 (GT 79.3), en plena fase de reabastecimiento de combustible. El buque se encontraba a unas 200 millas de las Islas Malvinas. Todavía el Conqueror no había recibido la orden para atacar. Por lo tanto, se dedicaron a seguir de cerca a la fuerza de tarea enemiga, persecución que se prolongaría por 30 horas y unas 400 millas.

## Hundimiento

Sucesos en el Atlántico Sur durante el hundimiento del Belgrano

El hundimiento del ARA General Belgrano se produjo el día 2 de mayo de 1982 a las 17:00 horas en Latitud 55°24′ S y Longitud 61°32′ O.  y fuera de la zona de guerra establecida.
Pocos minutos antes de las 16:00 el submarino nuclear HMS Conqueror recibió la orden de hundir al ARA General Belgrano. A las 16:02, mientras los artilleros que se encontraban de guardia probaban algunos mecanismos y la Torreta II buscaba posibles blancos en el horizonte, el buque se sacudió violentamente fruto de una poderosa explosión, seguida del cese inmediato de energía e iluminación que paralizó a los 1093 tripulantes. Este fue el primero de los tres torpedos MK-8 lanzados por el Conqueror desde una distancia de 5 km aproximadamente (aunque solo los 2 primeros dieron en el blanco, el tercero golpeó en el casco del Bouchard sin estallar). El capitán del submarino declaró después que la elección del arma usada fue dictada por la antigüedad del mismo crucero: un torpedo de la Segunda Guerra Mundial hundiría a un crucero del mismo período. El primer torpedo mató a 274 tripulantes.
Unos momentos más tarde una segunda explosión se produjo en la altura de proa de la nave. Este segundo impacto provocó el desprendimiento de 12 metros de la proa del barco. Inmediatamente comenzó la inclinación a babor, cesó la fuerza motriz y se apagaron las luces, la generación eléctrica de emergencia también quedó inutilizada. Hacia las 16:05, se dio la orden de zafarrancho de siniestro, pudiendo constatarse que únicamente las líneas con la Central de Control de Averías estaban totalmente disponibles. Esta se encontraba en la cubierta 05. Los puestos de combate de Control de Averías distribuidos en todo el buque estaban en una situación muy crítica, habían sido gravemente afectados por las explosiones y los daños causados eran demasiados y muy importantes como para controlarlos con los medios disponibles en ese momento. Se inició la apertura de las puertas estancas que daban a la cubierta principal para permitir agilizar la evacuación de las zonas inferiores, tarea extremadamente complicada debido a que la red de parlantes había quedado fuera de servicio.
En la cubierta principal se localizaba la Central de Comunicaciones, el responsable de la misma ordenó el procedimiento necesario para esas situaciones, incluyendo el embolsado de las claves secretas en bolsas lastradas. Estas bolsas fueron arrojadas luego al mar. El personal de la Central colaboró activamente en todo lo que fuese necesario.

Una cubierta más abajo se encontraba el cuarto de radio y, cercano al camarote del comandante, se encontraba el CIC (Centro de Información y Combate del buque). Los daños en esta sala fueron variados y provocaron algunas heridas al personal por caída de tuberías y parte de los tableros de información. Pese a la oscuridad y otros inconvenientes, todo el personal salió y logró llegar a la cubierta principal. Los compartimientos de máquinas C-1 y C-2 fueron afectados por el primer torpedo británico. El impacto fue justo en la cuaderna 106 del mamparo popel del compartimiento, la explosión no dejó supervivientes en ese sector.

La sala C-1 tuvo un repentino corte de energía, pues los generadores principales 1 y 2 habían cesado ya de operar. El comedor de la tripulación, ubicado sobre el compartimiento C-2, fue el área más afectada y donde más efecto tuvo sobre la tripulación, debido al humo las linternas individuales no lograban alumbrar más allá de 30 centímetros.
Los tambores de combustible del helicóptero fueron arrojados al mar, para que no explotaran. La Central de Tiro pudo ser evacuada rápidamente gracias al inmediato funcionamiento de las linternas y a que el zafarrancho de siniestro se había dado justo en el momento en que los problemas comenzaron a agravarse. En las torretas 4 y 5 de popa, el humo que salía era muy denso, puesto que el torpedo había impactado en las proximidades de la cámara de proyectiles de la Torreta 4 y su correspondiente santabárbara. Las unidades de Control de Averías definieron al sector como área de destrucción total.
La enfermería se situaba en la tercera cubierta. Cuando las explosiones se produjeron, el encargado de guardia organizó el desalojo en medio de la oscuridad reinante. Poco después llegó el médico cirujano que comenzó a prestar ayuda a los heridos y quemados. Un enfermero comenzó a recibir personal que llegaba desde popa, bañados en petróleo y con quemaduras, proveyéndolos sábanas y cubrecamas.
El trabajo de primeros auxilios era intenso, además de los heridos y quemados, se debió atender a los hombres con principios de asfixia debido al humo. El personal de sanidad corría por las cubiertas bajas, revisando los camarotes para que no hubiera personal malherido que pudiera quedar abandonado. En el momento que concluyeron en que no había internados en la enfermería y que los camarotes estaban vacíos, se procedió a recoger mantas y se dirigieron hacia la cubierta.
Durante esos minutos, el personal comenzó a dirigirse a las estaciones de abandono asignadas. El buque tenía 72 balsas salvavidas, de las cuales 62 eran las necesarias y el resto eran de reserva. Las órdenes llegaban a través de simples megáfonos de mano y se retransmitían gritando lo más alto posible. Abundaban los heridos, quienes llegaban cargados a hombro por sus compañeros. El jefe de sanidad, una vez supervisada la evacuación de los internados en la enfermería, se dirigió también a la cubierta y  junto a otro oficial de sanidad, aplicó morfina a los casos más graves.
Hacia las 16:10 la inclinación (escora) aumentó 1° por minuto, por lo que el barco ya tenía 10° a babor. El casco comenzó a hundirse con mayor incidencia de popa, debido a la gran entrada de agua al hangar y a la sala de máquinas. Como prevención, se comenzaron a arrojar las balsas al agua, que se abrieron automáticamente al caer. Quedaron flotando al costado sujetas por las amarras. Pocos minutos más tarde se estabilizó la inclinación y creó la esperanza de que el buque se mantendría más tiempo a flote. Por la rapidez de los sucesos, algunos tripulantes llegaron a cubierta muy desabrigados y se les comenzó a auxiliar con lo que se tuvo a mano, se improvisaron una especie de ponchos a partir de las mantas de lana de las camas. Varios intentaron el descenso a las cubiertas inferiores para ayudar a sus compañeros, y algunos perdieron su vida en ese intento.
A las 16:23 el comandante Héctor Elías Bonzo dio la orden de abandonar la nave. Comenzó así la maniobra de abandono. La marejada que había, dificultó la visión y comunicación entre las balsas, por lo cual algunas quedaron sobrecargadas con 30 personas y otras subocupadas con no más de 3 personas. A las 16:50 la escora de 60° preanunciaba el hundimiento, y en 10 minutos el crucero fue engullido por las aguas aproximadamente en el punto 55°24′S 61°32′O / -55.400, -61.533 del Océano Atlántico.

[...] una vez que ya me encontraba en la balsa recostado, alguien me avisa que el buque se estaba hundiendo...ahí fue donde me asomé y vi los últimos momentos del Belgrano, allí, cerca, irse a pique...totalmente [...]
 Comandante Héctor Bonzo

Durante el escape en las balsas, entre las 6:30 p. m., se levantó un viento en el noroeste, y un barco volcó, haciendo que sus integrantes desaparecieran. El resto de los supervivientes ataron sus botes con una cuerda en dos grupos para poder pasar la noche en medio del temporal. Entre aquellos hombres, había varios que sufrían de graves quemaduras, pero ellos estaban absolutamente pasivos, sin gritos ni pánico, se encontraban en estado de shock. En este trayecto perdieron su vida 295 personas, y 28 fueron reportadas como desaparecidas. 
Dos días más tarde, Argentina decidió contraatacar y hundió al buque HMS Sheffield, matando a 20 integrantes del mismo.

## Operación de rescate

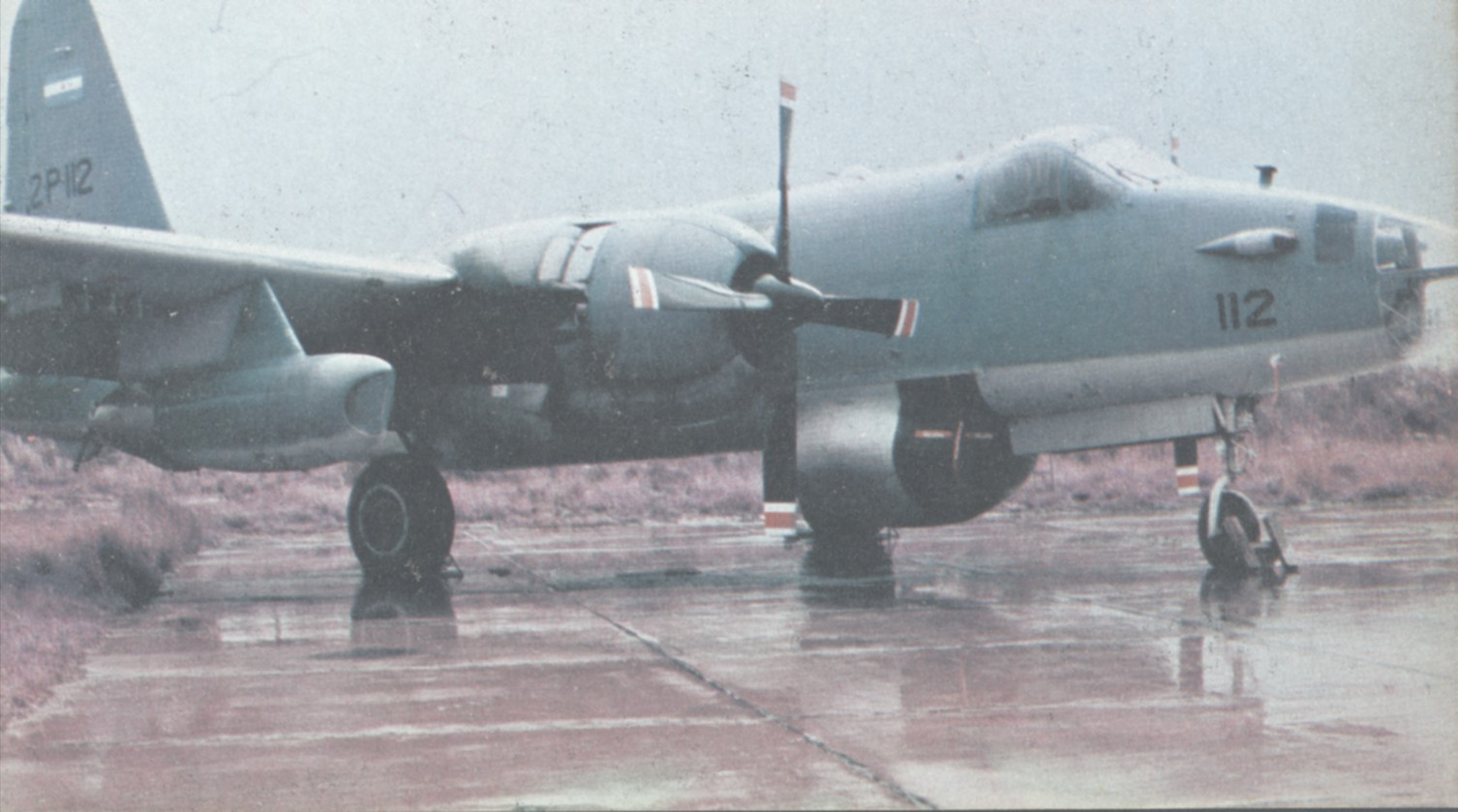
Avión Neptune SP-2H.

Una vez que la noticia del hundimiento del ARA Gral Belgrano llegó al continente, se dispuso inmediatamente el operativo de rescate. De tal operación formaron parte las siguientes unidades:
- 2 Aviones Neptune
- 1 Avión Fokker
- 1 Avión Electra
- Buques Gurruchaga, Bahía Paraíso, Bouchard y Piedrabuena.

Al destructor Piedrabuena se le ordenó regresar a toda máquina al lugar, mientras el Bouchard seguiría aún alejado. Las condiciones meteorológicas eran precarias, había una fuerte tormenta que dificultó seriamente a los buques llegar a la zona. El Piedrabuena fue el primero en hacerlo, pero en el punto de contacto (donde se presumía que había sido el ataque) no quedaban rastros, ni del ARA General Belgrano, ni de las balsas salvavidas.

Aproximadamente a las 09:00 del lunes 3 de mayo, el avión Neptune 2-P-111 de la Armada Argentina, comandado por el capitán Pérez Roca, avistó en la zona una gran mancha de petróleo, pero la localización de las balsas seguía siendo negativa.
Sin embargo, durante esa búsqueda de sector, cerca de las 13:00, el suboficial Ramón Leiva desde un blister trasparente que el Neptune tenía en su morro, logró el contacto visual con las balsas. Rápidamente se dio aviso a las demás unidades de búsqueda del avistamiento de un gran campo de botes salvavidas que se extendía por
aproximadamente dos millas marinas (unos cuatro kilómetros a la redonda), y que se encontraban cerca del destructor Piedrabuena.
Comenzaron así los trabajos de rescate, siempre dificultados por la fuerte tormenta que azotaba el Atlántico.
En gran parte de las balsas se encontraba algún fallecido, heridos, quemados, y la mayoría de los supervivientes presentaba principios de hipotermia en algunas partes de su cuerpo (en casi todos los casos las piernas).

[...] hacía muchísimo frío, nos orinábamos encima para calentarnos la cintura, nos poníamos las manos en el pecho y nos vomitábamos encima para calentar un poco el cuerpo [...] el principal temor en ese momento era de que alguna persona muriera congelada, estábamos con temperaturas bajo cero [...] (en el momento del rescate por parte de los buques) cada cual tenía que tratar de subir de alguna forma..., en el caso mío, me tuvieron que atar, porque me encontraba bastante congelado, como la mayoría... y ya realmente no teníamos mucha fuerza para soportar un último esfuerzo...era muy difícil [...]
Relatos de supervivientes durante las horas transcurridas en las balsas.

En la madrugada del 5 de mayo, los buques arribaron al puerto de Ushuaia con los supervivientes, que fueron transportados por vía aérea a Bahía Blanca, donde los esperaban sus familiares.
La operación de rescate se extendió hasta el día 9 de mayo, verificando la imposibilidad de que quedaran más supervivientes o cadáveres en la zona.

Los buques recogieron un total de 793 tripulantes, entre los que resultaban 23 fallecidos.
El total de bajas sufridas en el ataque ascendió finalmente a 323.
| Buque de rescate              | Supervivientes | Fallecidos | Total |
| ----------------------------- | -------------- | ---------- | ----- |
| Aviso ARA Gurruchaga          | 363            | 2          | 365   |
| Buque Polar ARA Bahía Paraíso | 70             | 18         | 88    |
| Destructor ARA Bouchard       | 64             | 0          | 64    |
| Destructor ARA Piedrabuena    | 273            | 0          | 273   |
| Pesquero Belokamensk          | 0              | 3          | 3     |
| TOTAL                         | 770            | 23         | 793   |

## Diversas conmemoraciones

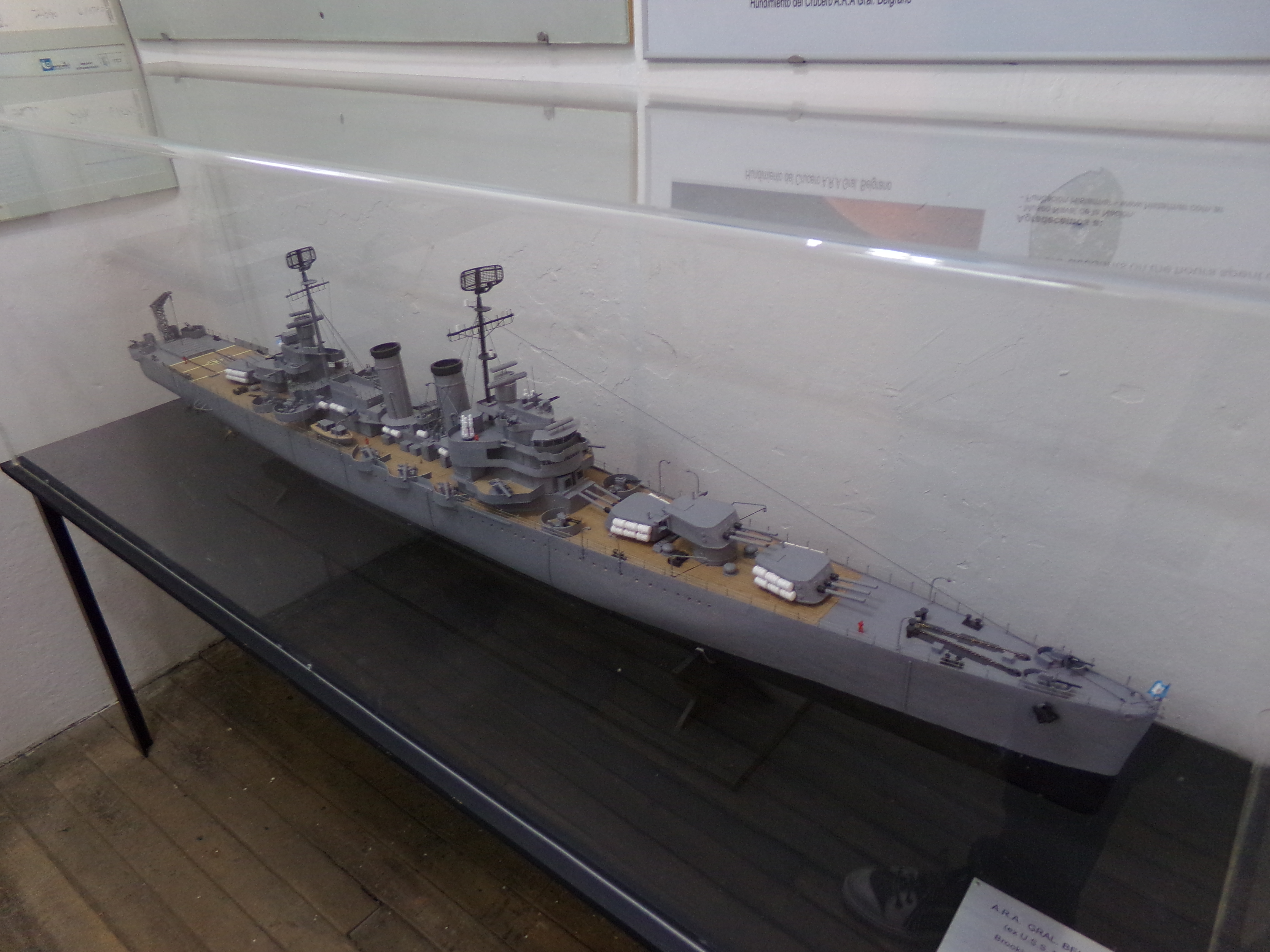
Maqueta del ARA Gral. Belgrano en el Museo Naval de Ushuaia

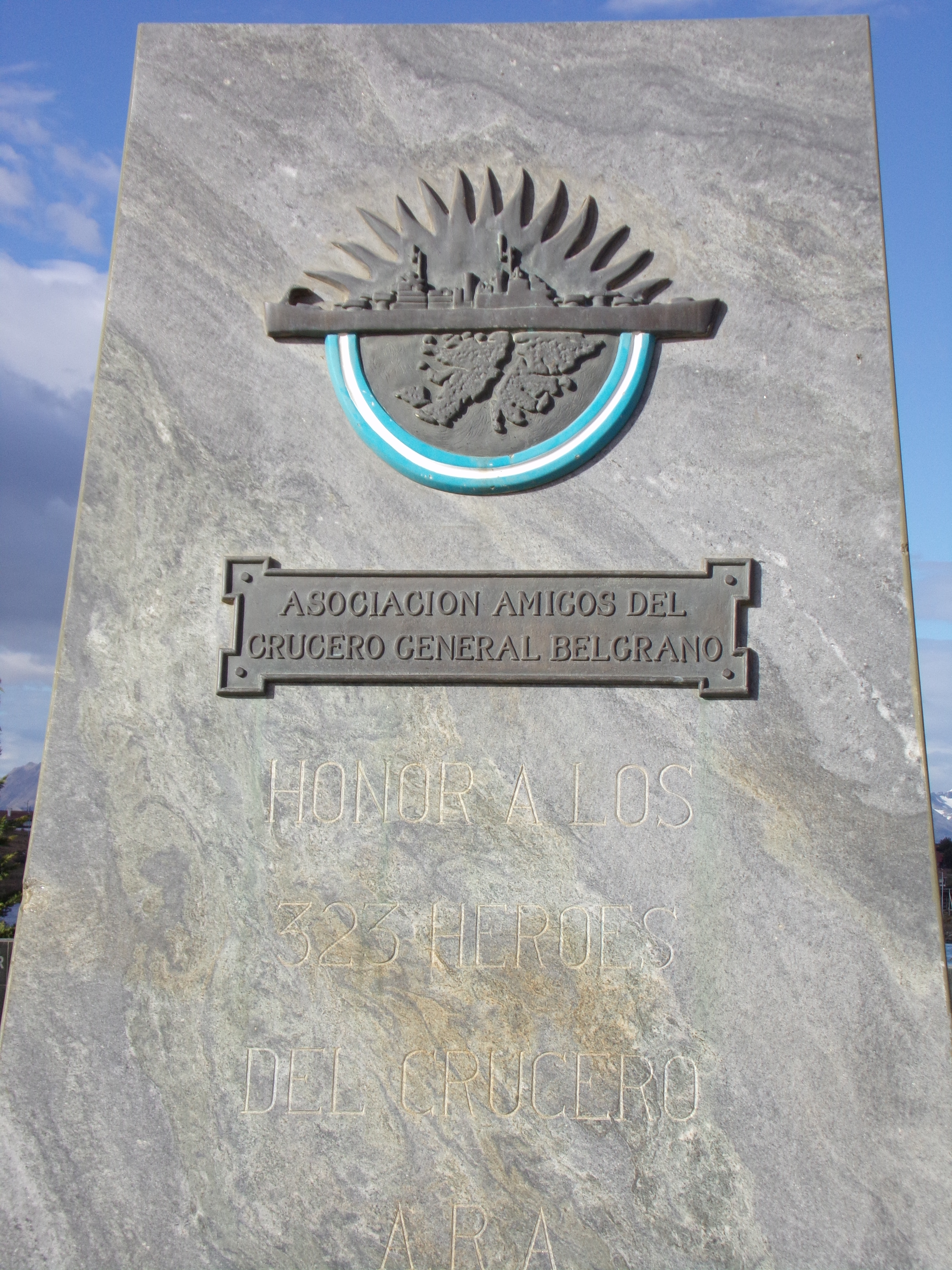
Monumento de la Asociación Amigos del Crucero General Belgrano en la Plaza Islas Malvinas de Ushuaia.

Todos los años, el 2 de mayo, se realizan en el territorio argentino distintos actos y ceremonias religiosas donde familiares, sobrevivientes y amigos asisten para perpetuar el recuerdo de los 323 fallecidos.
En 1998 se realizó un viaje a la zona del hundimiento, donde familiares y compañeros de tripulación arrojaron flores y cartas al mar en forma de homenaje a los caídos.
El 3 de mayo de 2001, en un homenaje realizado en el Congreso de la Nación Argentina se entregaron diplomas a adeudos y sobrevivientes. Se declaró ese día al punto de hundimiento como lugar histórico nacional y tumba de guerra.
Muchos actos y homenajes al buque y a los caídos son realizados por la acción de la Asociación Amigos del Crucero ARA Gral. Belgrano, que reúne a tripulantes y familiares de las distintas dotaciones que lo integraron en sus años de vida argentina y por hombres, mujeres e instituciones que se adhieren para mantener vivo el recuerdo del crucero.
Hoy en día más de medio centenar de escuelas llevan el nombre del crucero General Belgrano.

### Monumentos
- 1982, Capital Federal: Monumento de la Armada a los Marinos Caídos en la Gesta de 1982. Esquina de Avda Del Libertador y Avda. Comodoro Martín Rivadavia.
- 1983, Base naval de Puerto Belgrano: Monumento de la Armada al Crucero ARA General Belgrano y sus 323 Héroes. Dársena de la Flota de Mar, frente al muelle que fuera del Crucero.
- 1990, Capital Federal: Monumento Nacional a los Caídos en la Gesta de las Islas Malvinas y Atlántico Sur. Plaza San Martín, sobre la Avda. del Libertador.
- 1991, Capital Federal: Plazoleta y Cenotafio erigido por la Municipalidad de la Ciudad de Buenos Aires,[22] con la inscripción de los nombres de los 323 Caídos en el hundimiento del Crucero ARA General Belgrano. Avda. Patricias Argentinas entre las calles Machado y Franklin, frente al Hospital Naval Pedro Mallo, en el Parque Centenario.
- 1993, Rosario (Santa Fe): Monumento de la Municipalidad de Rosario y primero de la Asociación Amigos del Crucero General Belgrano. Parque nacional A la Bandera.
- 1995, Adrogué (Buenos Aires): Monumento de la Municipalidad de Almirante Brown y segundo de la Asociación Amigos del Crucero General Belgrano. Plaza Almirante Brown.
- 1997, Paraná (Entre Ríos): Monumento de la Municipalidad de Paraná y tercero de la Asociación Amigos del Crucero General Belgrano. Calles Güemes y Moreno
- 1997, Ushuaia (Tierra del Fuego): Monumento de la Municipalidad de Ushuaia y cuarto de la Asociación Amigos del Crucero General Belgrano. Plaza Islas Malvinas.
- 1997, Posadas (Misiones): Monumento de la Municipalidad de Posadas y quinto de la Asociación Amigos del Crucero General Belgrano. Avda. Guazurarí entre Colón y Félix de Azara.
- En Sumampa (Santiago del Estero) se nombró una calle como Omar Hilario Gorosito en honor al cabo Omar Hilario Gorosito, ciuadano sumampeño. Murió en el hundimiento del crucero.
- En Vera, provincia de Santa Fe, se nombró una calle como "Soldado Alcides Gómez" en honor al soldado Alcides Gómez, que murió en el hundimiento del crucero.
- En Paraje El Cerrito (Departamento Vera, en la provincia de Santa Fe), se nombró a la escuela primaria del lugar como Alcides Gómez en honor al soldado con el mismo nombre que murió en el hundimiento del crucero.
- (2018) General Villegas, Bs. As., Escuela n.° 8 Fabián E. Siri, calle Fabián Edgardo Siri, Monumento Plazoleta de la Soberanía, Biblioteca en Escuela Secundaria Agropecuaria Nelly Brown de Emerson.

### Decretos y leyes
Como homenaje por parte de las autoridades argentinas, el 21 de agosto de 1997 se promulgó la ordenanza municipal 51481/97, que establece que en todas las escuelas dependientes del Gobierno de la Ciudad de Buenos Aires, el día 2 de mayo de cada año, la bandera sea izada hasta la mitad del mástil.
El 26 de junio de 1998, bajo el decreto nacional 745/98, se declaró el día 2 de mayo como "Día Nacional del Crucero A R.A. General Belgrano" en recuerdo de todos los tripulantes que murieron como consecuencia del ataque sufrido por ese buque de la Armada Argentina, durante el conflicto bélico del Atlántico Sur librado entre el 2 de abril y el 14 de junio de 1982.
El día 18 de mayo de 2001 el Gobierno de la Ciudad de Buenos Aires promulgó la ley 586/01, que declara el día 2 de mayo de cada año como "Día de los Tripulantes del Crucero A.R.A. General Belgrano". Esta ley incluye además en el calendario escolar la realización de actividades conmemorativas del hundimiento y dispone que en todos los establecimientos educativos la bandera permanezca izada a media asta en homenaje a los caídos.
El 27 de noviembre de 2001 se promulgó la ley nacional n.º 25.546 en la cual se declara el lugar de hundimiento del Crucero General Belgrano como Lugar Histórico Nacional y Tumba de Guerra.

## Crimen de guerra o acción bélica
Los documentos desclasificados revelan que Margaret Thatcher buscó un gran golpe al torpedear el crucero argentino.

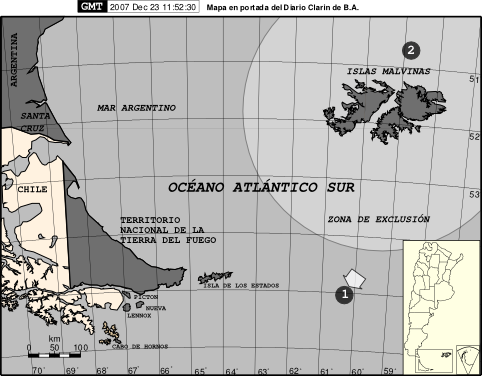
Punto de hundimiento del Belgrano.

Se buscaba entonces un «blanco de oportunidad» por lo menos desde hacía tres días, con la intención de dar un gran golpe que abroquelara a los británicos detrás de su decisión y colocara a la defensiva a la dictadura argentina.
Y así fue cuando el 30 de abril, la primera ministra británica recibió la noticia de que el submarino nuclear HMS Conqueror había localizado el General Belgrano.

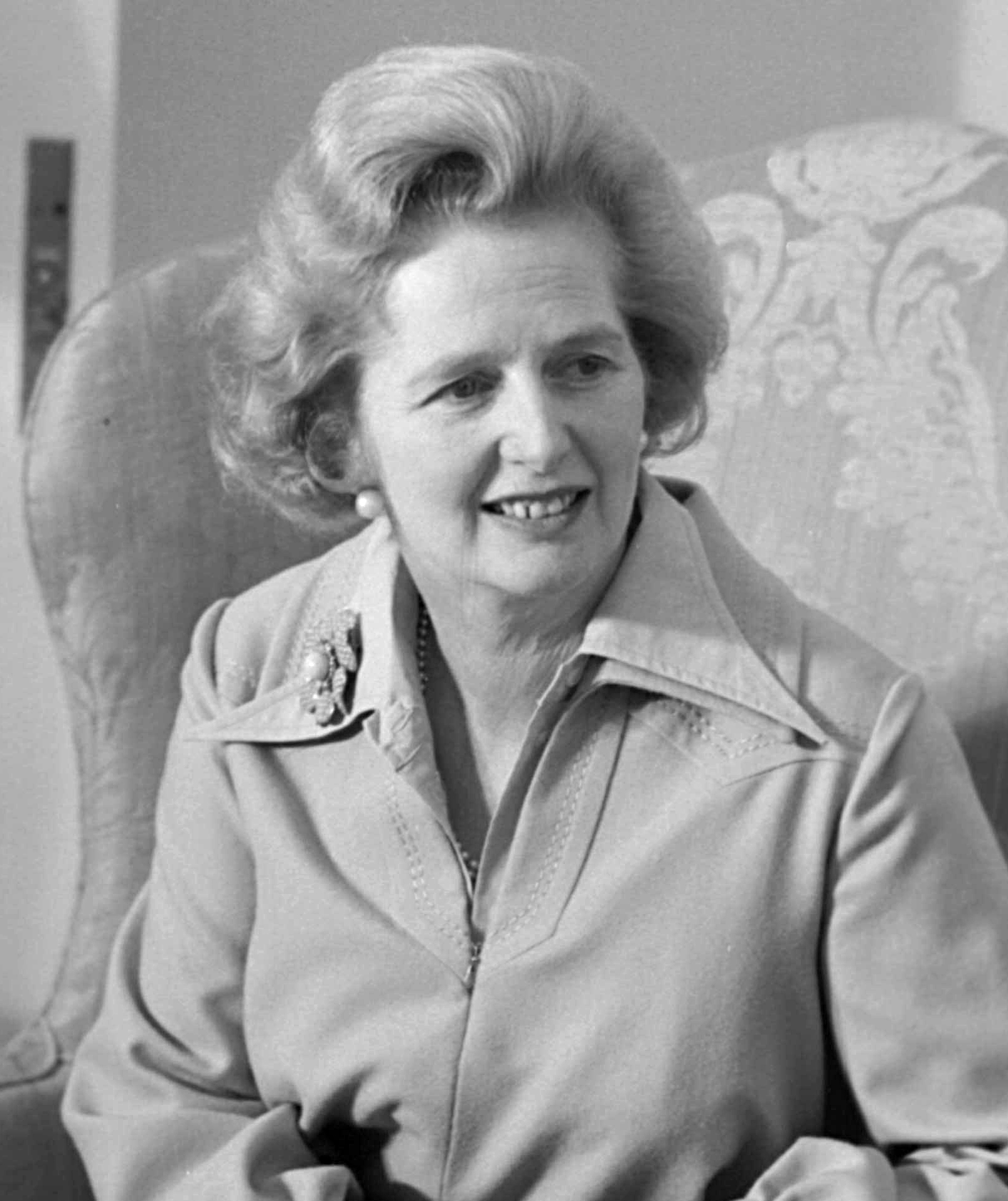
Margaret Thatcher en su momento como primera ministra británica.

El 2 de mayo llegadas las 16.00 (hora en Argentina), Margaret Thatcher se reunía con su gabinete de guerra en la residencia campestre de Chequers, cercana a Londres. Fue durante esa reunión que se dio la orden al comandante del Conqueror de hundir el crucero. Se consultó también el tipo de armamento a utilizar y la decisión del almirante británico, J. F. Woodward,. fue el uso de torpedos convencionales MK8 en vez de torpedos "quiebra-quillas" MK24 Tigerfish, de poca fiabilidad.
El debate sobre la legitimidad del ataque comienza cuando un mapa de la época de la inteligencia estadounidense marca que la última posición del General Belgrano fue a 30 millas náuticas al sudeste del cordón de seguridad (un perímetro de 200 millas alrededor de las islas) trazado por Londres.
Esta hipótesis es desestimada aún hoy tanto por altos mandos de la Armada Argentina como por parte de la Marina Real británica.
En 2005 Pedro Luis Galazi, segundo comandante del buque, en unas declaraciones hechas al periódico argentino La Capital consideró legítima la acción del submarino HMS Conqueror.
El segundo comandante del Crucero General Belgrano justificó virtualmente esa acción al señalar que se encontraban en guerra, y no tenía sentido decir que los británicos no debían atacar porque el buque argentino se hallaba fuera de la zona de exclusión, como sostienen quienes cuestionan la legitimidad del ataque. Explica además que ellos (la flota argentina) también podían entrar en combate. Revela que no poseían misiles, pero sí estaban acompañados por dos destructores y el Belgrano contaba con cañones de 20 km de alcance.
Aclaró además que la «zona de exclusión» es un diagrama geográfico importante en situaciones de bloqueo, pero no en un conflicto de guerra.
Por parte británica fue Sandy Woodward, el entonces jefe de la Fuerza de Tareas británica, quien aclaró que no podían permitir que un buque de guerra argentino se acercara a una zona de exclusión en forma arbitraria para que los atacara cómodamente desde allí. Creó polémica en su momento en los medios argentinos también el hecho de que el capitán del submarino, al volver a base, izó la bandera pirata Jolly Roger.
Pero este suceso fue rápidamente aclarado por las autoridades británicas al explicar que esta bandera representa para la Royal Navy el símbolo histórico del hundimiento de buques enemigos.
En 1993 el hundimiento del Crucero ARA General Belgrano fue denunciado por los familiares de las víctimas ante la Comisión Investigadora de las Violaciones a los Derechos Humanos, dependiente del Ministerio de Defensa de la República Argentina como un crimen de guerra innecesario.
La Comisión Investigadora, con fallo dividido resolvió que la investigación del hundimiento del Crucero Belgrano no era el objeto de la investigación. Esta resolución causó una gran controversia por cuanto la resolución ministerial Nro. 220 del 2 de junio de 1993 es taxativa por cuanto dice así:

[...] destinada a investigar la posible existencia de actos violatorios a las normas vigentes en materia de derechos humanos, durante y después de los episodios bélicos acontecidos en Malvinas y Atlántico Sur a partir del 2 de abril de 1982.

La denuncia se basó en cuanto se describe en el Manual de San Remo sobre Derecho Internacional Aplicable a los Conflictos Armados en el Mar, al cual se rigen los conflictos armados en el mar.
El 2 de julio de 2000, familiares de los caídos, denunciaron a Thatcher por el hundimiento del Belgrano. La ex primer ministro del Reino Unido fue acusada por los familiares de "homicidio calificado" ante el Tribunal Internacional de Derechos Humanos de Estrasburgo. En julio de 2000 el caso fue rechazado por este Tribunal.
En 2005, Almirante Enrique Molina Pico, exjefe del Estado Mayor General de la Armada, en una declaración escrita hechas al periódico argentino "La Nación", escribió:

[...]"La señora Pierini encuadró el hundimiento del crucero Gral. Belgrano como un crimen de guerra impune y no reclamado por nuestro país.
 
"Tengo la obligación de hacer público mi total desacuerdo. No fue un crimen de guerra, sino una acción de combate; los 323 tripulantes que ofrendaron sus vidas no fueron asesinados: murieron luchando por nuestro país, que es la máxima entrega que puede hacer un militar.
"La fuerza naval que integraba se había desplegado para realizar un ataque a la flota británica conformando una operación coordinada con otros grupos navales; el rumbo que tenía los alejaba momentáneamente de la flota enemiga, pues el almirante comandante estimó conveniente esperar un momento más adecuado. El Belgrano y los otros buques eran una amenaza y un peligro para los británicos.
"Su ubicación fuera de la zona de exclusión no implicaba retirarse de la guerra. Todos los comandantes en el mar habíamos recibido la comunicación británica del establecimiento de dicha área. El mensaje establecía en su parte final: «El Gobierno de Su Majestad se reserva el derecho de atacar a cualquier nave o aeronave, dentro o fuera de la zona de exclusión, que considere un peligro para sus fuerzas». Dejar la zona de exclusión no era dejar la zona de combate para entrar en un área protegida.
"No fue una violación al derecho internacional; fue un acto de guerra y esa fue la posición que como jefe de la Armada sostuve en 1995 ante presentaciones en distintos tribunales.
"Los problemas de política interna no regían la conducta de quienes combatían. La dotación del Belgrano fue hundida consciente de sus riesgos.
 
"Pensar que fueron pobremente asesinados y no que murieron en combate es ofender la memoria que merecen quienes lucharon por nosotros."

En 1992, Héctor Bonzo escribió:

[...]"Como mucho de lo que se dijo fue objetivamente desacertado, en todas mis exposiciones desde el final de la guerra traté de dejarlo en claro. Tanto es impropio aceptar que el crucero ARA General Belgrano estaba paseando por los mares del sur, como decir que el ataque del HMS Conqueror fue a traición."